# Паникін Олександр Митрофанович
Олександр Митрофанович Паникін (1903 — ?) — український радянський партійний діяч, заступник секретаря Ровенського обласного комітету КП(б)У, 1-й секретар Костопільського районного комітету КП(б)У Ровенської області.

## Біографія
Член ВКП(б).
У (затв. у вересні) 1946 — березні 1948 року — заступник секретаря Ровенського обласного комітету КП(б)У із транспорту — завідувач транспортного відділу Ровенського обласного комітету КП(б)У.
У березні 1948 — грудні 1950 року — 1-й секретар Костопільського районного комітету КП(б)У Ровенської області.
У грудні 1950 — 1952 року — 2-й секретар Ровенського міського комітету КП(б)У Ровенської області.
На 1954—1955 роки — директор Ровенського обласного книготоргу.
Подальша доля невідома.

## Нагороди
- орден «Знак Пошани» (23.01.1948)
- медалі